# Lándzsásmolyfélék
A lándzsásmolyfélék (Batrachedridae) a valódi lepkék (Glossata) alrendjébe tartozó Gelechioidea öregcsalád egyik családja mindössze két nemmel.
Fajaik az egész Földön megtalálhatók; a legtöbb Ausztráliában. Európában mindössze két fajuk él; ezeket hazánkból is kimutatták.
Hernyóik fás növények leveleit eszik.

## Rendszertani felosztásuk
A családot két nemre bontják:
- Batrachedra Herrich-Schäffer, 1853 – mintegy százötven fajjal;
  - nyárlevélszövő lándzsásmoly (nyárfalevélszövő lándzsásmoly, Batrachedra praeangusta Haworth, 1828) – hazánkban csak néhány helyről ismerjük (Fazekas, 2001; Mészáros, 2005; Pastorális, 2011bő)
  - fenyőtűszövő lándzsásmoly (Batrachedra pinicolella Zeller, 1839) – Magyarországon közönséges (Fazekas, 2001; Pastorális, 2011)
- Houdinia egyetlen fajjal:
  - Houdinia flexilissima